# Krishnagiri
Krishnagiri là một thành phố và khu đô thị của quận Dharmapuri thuộc bang Tamil Nadu, Ấn Độ.

## Địa lý
Krishnagiri có vị trí 12°32′B 78°14′Đ / 12,53°B 78,23°Đ Nó có độ cao trung bình là 631 mét (2070 feet).

## Nhân khẩu
Theo điều tra dân số năm 2001 của Ấn Độ, Krishnagiri có dân số 65.024 người. Phái nam chiếm 50% tổng số dân và phái nữ chiếm 50%. Krishnagiri có tỷ lệ 72% biết đọc biết viết, cao hơn tỷ lệ trung bình toàn quốc là 59,5%: tỷ lệ cho phái nam là 77%, và tỷ lệ cho phái nữ là 66%. Tại Krishnagiri, 12% dân số nhỏ hơn 6 tuổi.